# Youri Djorkaeff
Vous lisez un « bon article » labellisé en 2012.
Pour les articles homonymes, voir Youri et Djorkaeff.
Ne pas confondre avec son père Jean Djorkaeff.
Youri Djorkaeff, né le 9 mars 1968 à Lyon dans le Rhône, est un footballeur international français, qui évolue au poste de milieu offensif ou de milieu relayeur du milieu des années 1980 au milieu des années 2000.
Surnommé le « Snake » (« le Serpent »), il est le fils de « Tchouki », Jean Djorkaeff, ancien international français. Son père a des origines kalmoukes (Mongols de Russie) et polonaises et sa mère une ascendance arménienne.
Durant sa carrière, il évolue dans de nombreuses équipes et joue dans cinq championnats différents. Tout d'abord révélé au FC Grenoble Dauphiné en Division 2 où, en dépit de son jeune âge, on lui confie le brassard de capitaine, il confirme son grand talent et son instinct du but au RC Strasbourg. Ambitieux et désireux de jouer en première division, il part pour l'AS Monaco et reste cinq saisons sur le Rocher. S'il ne parvient pas à remporter de titre de champion de France dans la principauté, cette période de sa carrière coïncide avec ses débuts en équipe de France. Il évolue par la suite au Paris Saint-Germain, avec lequel il remporte une Coupe des Coupes, avant de s'exiler en Italie à l'Inter Milan, en Allemagne à Kaiserslautern, en Angleterre du côté des Bolton Wanderers. Il achève sa carrière aux États-Unis en 2006, après avoir joué durant deux années aux MetroStars de New York.
Avec la sélection nationale, il connaît ses plus beaux succès et remporte la Coupe du monde 1998, l'Euro 2000 puis la Coupe des confédérations 2001. Il met fin à sa carrière internationale à l'issue de la Coupe du monde 2002, soldée par une élimination prématurée au premier tour de la compétition.
Au total, Youri Djorkaeff a inscrit plus de deux cents buts tout au long de sa carrière.

## Biographie

### Enfance et formation

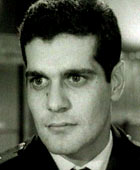
Ses parents le prénomment « Youri » en hommage à Youri Jivago, personnage qu'incarne Omar Sharif dans Le Docteur Jivago.

Les parents de Youri Djorkaeff le prénomment ainsi en hommage à Youri Jivago, personnage qu'incarne Omar Sharif dans le film Le Docteur Jivago réalisé par David Lean en 1965. Son père, Jean Djorkaeff surnommé « Tchouki », est un joueur de football professionnel français d'origine kalmouke et polonaise qui a évolué à l'Olympique lyonnais, à l'Olympique de Marseille et au Paris Saint-Germain. Il a également été le capitaine de l'équipe de France, dont il a porté le maillot à quarante-trois reprises,. Sa mère est fille de réfugiés arméniens ayant fui le génocide arménien durant la Première Guerre mondiale.
Il a deux frères : Denis, son aîné de trois ans, et Misha, de six années son cadet. Les deux font d'honnêtes carrières de footballeurs. Le premier, qui est aussi son agent a évolué en troisième division, alors que le plus jeune a joué quelques matchs de première division suisse, ainsi qu'une trentaine de rencontres en Division 2, sous les maillots notamment du FC Rouen puis de l'Olympique Alès. Ce dernier défend plus tard les couleurs du club de Décines dont Youri est président, en Promotion d'honneur de la Ligue Rhône-Alpes. Un stade à son nom se situe dans la commune de Décines, là où il joue durant ses débuts.
Élève intéressé sans pour autant se révéler brillant, le jeune Youri Djorkaeff s'ouvre à l'activité sportive d'abord en pratiquant l'athlétisme puis le judo. Il descend ensuite des tatamis pour s'essayer au tennis et à la natation. S'il est plutôt doué pour toutes ces disciplines, c'est cependant dans un sport collectif qu'il va complètement s'épanouir : le football. Il se dit en admiration devant le talent de Johan Cruijff, et supporte le club anglais de Liverpool FC : Kenny Dalglish et Kevin Keegan sont ses joueurs préférés. Il signe sa première licence à l'Union arménienne de Décines, club près de Lyon alors entraîné par son père et où joue son frère. Ne voulant pas faire penser qu'il accorde des faveurs à son fils, « Tchouki » se révèle dur et intransigeant avec lui.
Peu de temps après, il connaît son premier changement de club, pour l'AS Saint-Priest, située dans la banlieue lyonnaise, un des clubs phares de la région. Lassé par les longs trajets qu'il doit effectuer pour rentrer chez lui chaque soir, il décide de s'engager à l'Union sportive Meyzieu, plus proche. Deux ans plus tard, il se tourne vers l'AS Villeurbanne. Évoluant alors en cadets nationaux, il attire l'œil des recruteurs et gagne le droit de faire un essai au FC Sochaux. Si sur le terrain, le joueur donne entière satisfaction, c'est en revanche son patronyme qui fait hésiter les dirigeants francs-comtois selon lui. Dans sa biographie, il estime avoir été victime du racisme des années 1980. Par la suite, il restera très marqué par cet échec.

### Révélation en D2 avec Grenoble puis Strasbourg (1985-1990)
À l'âge de 15 ans et demi, il rejoint le club de Grenoble, dont l'équipe première oscille entre Division 2 et Division 3. Rapidement, Youri Djorkaeff intègre le groupe professionnel de Christian Dalger qui le lance dans le grand bain contre le Montpellier HSC de Laurent Blanc, le 30 mars 1985. En 1987, il signe son premier contrat professionnel à l'âge de 19 ans. Avec les juniors, il atteint en 1987 la finale de la Coupe Gambardella mais son équipe est battue par le RC Paris. Par la suite, il enchaîne les bonnes prestations avec les seniors et ne sort plus de l'équipe où il se voit même confier le brassard de capitaine au poste de meneur de jeu, malgré son jeune âge. Les joutes de la deuxième division sont des combats durs, grâce auxquels il se forge un caractère. Après trois bonnes saisons en Isère, il affirme son envie de partir pour un club plus huppé. Néanmoins, le président grenoblois, Marc Braillon, s'oppose fermement dans un premier temps à son départ. Finalement, il cède devant la volonté de son joueur et l'offre du RC Strasbourg, qui propose cinq millions de francs pour l'engager soit environ 1 100 000 euros de 2008. À Grenoble, où il est surnommé « le petit Mozart », Youri Djorkaeff a marqué 23 buts en 82 matchs sous le maillot isérois.

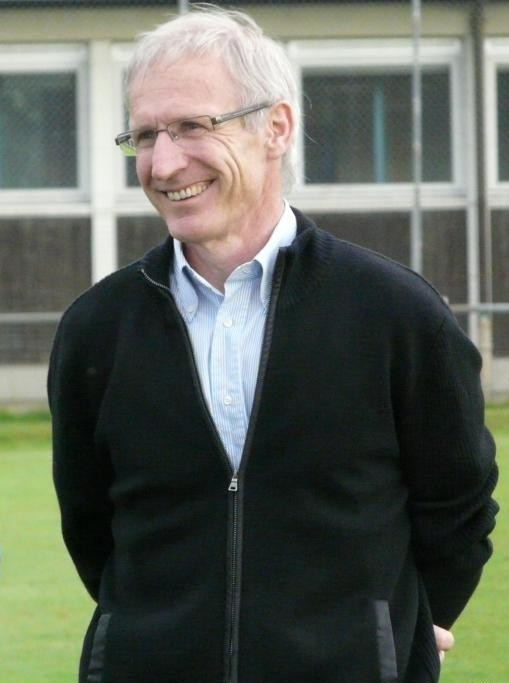
Djorkaeff joue au RC Strasbourg sous la direction de l'entraîneur Léonard Specht.

Youri Djorkaeff ne manque pas ses débuts sous le maillot strasbourgeois. Pour son premier match à la Meinau le 11 août 1989, il inscrit deux buts face au Nîmes Olympique. Au terme de la première partie de saison, son compteur affiche déjà douze buts marqués en seulement quatorze matchs, alors qu'il a aussi délivré trois passes décisives à ses partenaires. Ces statistiques, associées à la qualité de ses performances sur toutes les pelouses de Division 2 convainquent les journalistes de l'hebdomadaire France Football de le désigner meilleur joueur de la division de l'année 1989. Il devance le Nancéien David Zitelli et le Rennais Erik van den Boogaard. À cette époque, il affirme déjà son ambition d'un jour vêtir le maillot bleu de la sélection nationale alors qu'il est déjà international Espoir. Sur sa lancée, il réalise une fin de saison remarquable, en faisant du stade de la Meinau son « jardin ». Face à l'US Orléans, il réussit un doublé : peu avant la pause, il marque d'un tir en coin, et récidive à vingt minutes du terme de la rencontre, après avoir slalomé toute la défense adverse et expédié un tir puissant en lucarne. La venue du Stade de Reims le 3 mars 1990 l'inspire une nouvelle fois, puisqu'il ouvre le score d'un coup franc direct astucieusement botté, qui contourne le mur alors que le portier d'en face s'attendait à un centre. Il inscrit deux nouvelles réalisations sur coups francs lors de la 28e journée contre le FC Istres, puis clôture son compteur-buts pour cette saison à l'occasion de l'avant-dernière journée du championnat et la réception de l'AS Nancy-Lorraine en reprenant un centre de Perron dès le retour des vestiaires. En tout, il inscrit vingt et un buts cette saison-là en Ligue 2, ce qui en fait le troisième meilleur buteur du championnat derrière Didier Monczuk et Alain Caveglia, à seulement deux unités de ce dernier. Strasbourg échoue dans la course à la montée contre l'OGC Nice en barrage, malgré le doublé inscrit par Djorkaeff au match aller en Alsace.
Bien décidé à enfin découvrir l'élite du championnat, Djorkaeff veut quitter le club alsacien. Le président strasbourgeois refuse et le meneur de jeu reprend en Division 2. Mais le début de saison de l'équipe est très décevant (malgré quatre nouveaux buts de Djorkaeff en sept matchs) et les approches de l'AS Monaco se font insistantes. C'est finalement en octobre 1990 qu'il signe avec le club monégasque un contrat de cinq ans.

### Haut niveau avec l'AS Monaco (1990-1995)

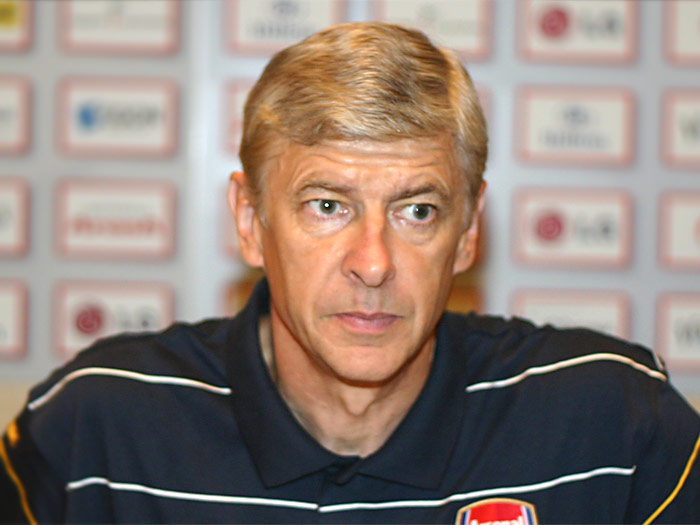
Arsène Wenger : l'homme qui a lancé Youri Djorkaeff en Division 1

Youri Djorkaeff doit composer sa première saison sur le Rocher en alternance avec ses obligations militaires. La semaine, il fait ses classes au Bataillon de Joinville, tandis que le week-end, il revient dans le Sud pour jouer. Il dispute son premier match de première division le 10 novembre 1990, face au FC Sochaux-Montbéliard en remplaçant Benjamin Clément à la 64e minute, puis il inscrit son premier but pour le club trois semaines après au stade Louis-II face au Stade rennais d’une reprise de volée. S’il dispute une vingtaine de matchs cette année-là, il n’est cependant pas toujours titulaire, Arsène Wenger lui reprochant de négliger les tâches défensives. En fin de saison, il remporte tout de même le premier trophée de sa carrière : la Coupe de France face à l’Olympique de Marseille.
En septembre de cette même année, il découvre les compétitions européennes à l'occasion d'un premier tour de Coupe des vainqueurs de Coupe (C2) face à la formation galloise de Swansea. Monaco l'emporte 8-0, et Djorkaeff en profite pour inscrire son premier but européen. En quart de finale, les Monégasques réalisent l'exploit de sortir l'AS Rome, pourtant favorite, puis éliminent au tour suivant les Néerlandais du Feyenoord Rotterdam. La finale, disputée à Lisbonne face au Werder Brême, a lieu le lendemain du drame du Furiani. Youri Djorkaeff n'est que remplaçant et doit patienter jusqu'à la soixante-deuxième minute pour faire son apparition sur la pelouse, alors que ses coéquipiers sont déjà menés 2 buts à 0. Le score n'évolue pas et l'AS Monaco manque là l'occasion de devenir le premier club à offrir à la France une Coupe d'Europe. À l'issue de cette saison, Djorkaeff est proche de s'engager à l'Olympique lyonnais. Un an plus tard, ce sont les Girondins de Bordeaux qui sont intéressés par le joueur, sans suite.
Lors de la saison 1993-1994, Djorkaeff prend une nouvelle dimension, aux côtés de ses partenaires d'attaque Jürgen Klinsmann, Victor Ikpeba et Enzo Scifo. Il termine meilleur buteur du championnat à égalité avec Nicolas Ouédec et Roger Boli, avec vingt réalisations. Il est notamment l'auteur d'un quadruplé lors de la quatorzième journée face au FC Martigues en seulement trente-deux minutes de jeu, soit autant de buts que lors des treize premières journées. Une semaine plus tard, il convertit un penalty au stade Bollaert de Lens, puis ajoute deux nouvelles réalisations en décembre aux dépens du Toulouse FC et de l'AS Saint-Étienne. En Coupe d'Europe, il s'avère également efficace : il inscrit son premier but en Ligue des champions de sa carrière le 13 octobre sur le terrain de l'AEK Athènes lors du premier tour, puis récidive lors du tour suivant face aux Russes du Spartak Moscou sur penalty. En partie grâce à lui, l'AS Monaco gagne sa place pour la phase finale de poule, mais chute en demi-finale face au Milan AC de Paolo Maldini, futur vainqueur de l'épreuve.

### Haut-niveau avec le PSG puis l'Inter Milan (1995-1999)

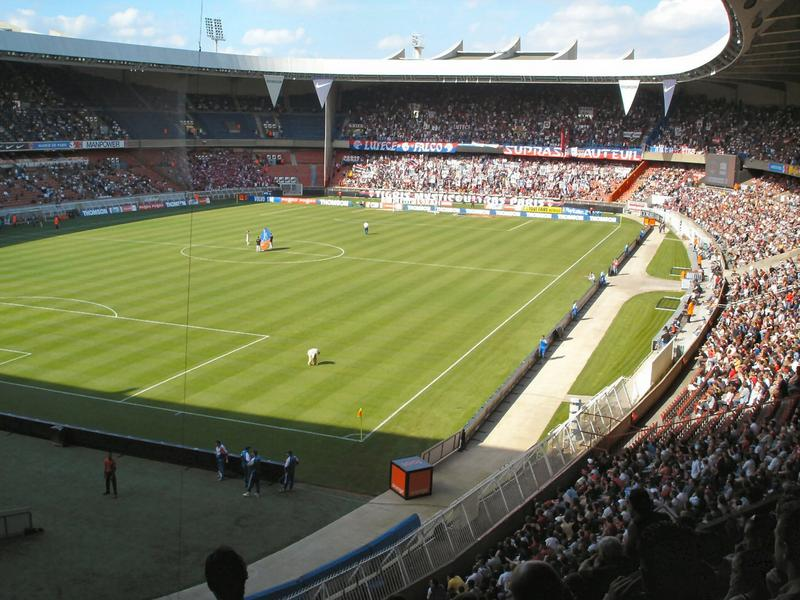
Djorkaeff fait du Parc des Princes son nouveau jardin

En fin de contrat à l'AS Monaco, Djorkaeff a le privilège de pouvoir choisir librement sa nouvelle destination. Malgré l'intérêt manifesté par plusieurs clubs étrangers, espagnols notamment, il choisit de s'engager pour deux ans avec le Paris Saint-Germain, entraîné par Luis Fernandez. Aux côtés de Patrice Loko, Dely Valdes et Raí, il réalise un très bon début de saison. Il s'affirme plus que jamais comme l'un des meilleurs joueurs du championnat. Face à l'AS Saint-Étienne en août 1995, il réalise son premier doublé sous ses nouvelles couleurs. L'équipe pratique un beau jeu et les résultats sont là : le PSG vire en tête du championnat à la mi-saison, avec six points d'avance sur le RC Lens et huit sur l'AJ Auxerre. Mais le club de la capitale s'écroule par la suite, et se fait dépasser par les Bourguignons, auteurs d'une fin de championnat sans faute,.
Sur la scène continentale, Paris et Youri Djorkaeff en tête brillent. Engagés en Coupe d'Europe des vainqueurs de coupe, les Parisiens passent les tours les uns après les autres. Djorkaeff est buteur à l'aller comme au retour des seizièmes de final contre les Norvégiens de Molde FK, puis en huitième il marque au Parc des Princes le seul but du match contre le Celtic Glasgow. Blessé, il manque les quarts de finale face à Parme, mais se rattrape en demi-finale. Alors qu'il revient d'un mois de convalescence et seulement quelques minutes après être entrée en jeu, il inscrit le seul but de la rencontre au stade du Riazor contre le Deportivo La Corogne, d'une percée dans la défense du club espagnol suivi d'une frappe imparable en dehors de la surface de réparation, le tout dans les dernières secondes du temps réglementaire. Au match retour, c'est lui qui offre le but victorieux à Patrice Loko. En finale contre le Rapid Vienne, il se montre une nouvelle fois décisif en provoquant le coup franc qu'il décale lui même à Bruno N'Gotty, pour le seul but d'un match où il se distingue et n'est pas loin d'en être le grand homme, deux de ses frappes notamment venant heurter les montants de la cage du gardien autrichien. Le Paris Saint-Germain s'impose finalement sur le score de 1-0 et Djorkaeff gagne le deuxième trophée de sa carrière, en étant l'un des grands artisans de la seconde victoire d'un club français en Coupe d'Europe.
Désireux de tenter l'aventure à l'étranger, il est en instance de départ quand, pour le compte de la trente-huitième et dernière journée de championnat, il dispute son ultime match sous le maillot parisien face au SC Bastia. Il ne manque pas ses adieux avec le public du Parc des Princes puisqu'il inscrit un coup du chapeau et se trouve à l'origine de deux autres buts, pour un succès du PSG 5-1. Il est porté en triomphe par les supporters à l'issue de la rencontre.

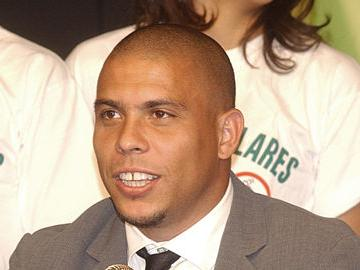
À l'Inter Milan, Djorkaeff joue aux côtés de l'attaquant brésilien, Ronaldo.

À la sortie de l'Euro 1996, tandis que l'arrêt Bosman bouleverse le paysage du football, Djorkaeff reçoit de nombreuses propositions des plus prestigieux clubs étrangers : le FC Barcelone, le FC Séville et le FC Valence lui font des offres concrètes. Il choisit finalement de rejoindre l'Inter Milan et le championnat d'Italie, réputé comme le plus exigeant au monde. Il est acheté au PSG pour 38 millions de francs. Au sein d'un effectif composé de stars, Youri Djorkaeff s'impose pourtant comme un joueur incontournable, véritable plaque tournante de l'équipe.
Pour sa première saison milanaise, il marque quatorze buts et se classe parmi les meilleurs réalisateurs du championnat. Le 5 janvier 1997, il inscrit un but splendide au stade Giuseppe-Meazza contre l'AS Rome : il s'élève très haut dans les airs, dans une position complètement à l'horizontale, et exécute un retourné pour expédier le ballon dans la lucarne. Ce geste sera représenté durant toute la saison suivante sur la carte d'abonnement des supporters.
Avec le club lombard, il ne parvient pas à remporter le championnat d'Italie, mais dispute tout de même deux nouvelles finales de Coupe d'Europe. En 1997, il perd celle de la Coupe de l'UEFA face à Schalke 04 aux tirs au but, alors que les Intéristes étaient largement favoris. Il connaît plus de réussite l'année suivante, en la remportant le 6 mai 1998 au Parc des Princes, devant son ancien public. Ce jour-là, les Milanais réalisent une belle prestation et écrasent la Lazio Rome 3-0. Djorkaeff ne marque pas mais contribue fortement à la conquête du trophée, en prenant part à neuf matchs de cette campagne. Il devient par la même occasion un des rares joueurs français à avoir gagné deux Coupes d'Europe différentes, sous deux maillots distincts.
Devenu simple remplaçant dans une équipe moins performante, malgré la présence de vedettes telles que Ronaldo ou Christian Vieri, Youri Djorkaeff décide de quitter l'Italie à l'issue de la saison 1998-1999.

### Découverte de la Bundesliga à Kaiserslautern (1999-2002)
Marqué par les difficultés rencontrées par l'Inter Milan et ne faisant plus l'unanimité au sein du club italien malgré l'affection que lui voue le président Massimo Moratti, Youri Djorkaeff décide de quitter l'Italie. Mais, désormais trentenaire, les offres intéressantes ne se bousculent pas. Contacté un temps par le FC Valence, Middlesbrough et le Borussia Dortmund, il prend finalement la direction de Kaiserslautern. Un choix qui étonne dans le milieu du football, ce club n'étant pas un cador des championnats européens. Il est séduit par le discours de l'entraîneur Otto Rehhagel. Son intégration est vite réussie ; Youri Djorkaeff se fait adopter par les supporters, qui sont plus de 35 000 dans les tribunes le jour de la présentation officielle du joueur. Il fait l'unanimité auprès de ses coéquipiers et jouit tout de suite d'une grande complicité avec l'entraîneur, qui voit en lui un leader qui peut donner une nouvelle dimension au club. Il ne manque pas ses débuts, en remportant son premier match sous ses nouvelles couleurs aux dépens du Borussia Dortmund, puis en inscrivant un but lors de la journée suivante à Rostock, malgré une défaite sur le score de 2-4. Après un gros match notamment contre le Hambourg SV, il continue sur sa lancée en Coupe d'Europe face au Tottenham Hotspur : alors que son équipe est menée 0-1, il part du milieu de terrain pour aller offrir le but de l'égalisation. Trois jours plus tard contre Schalke 04, il offre une nouvelle passe décisive et marque également un but.
Élu joueur du mois de novembre par les dix-huit capitaines de la Bundesliga, Djorkaeff est considéré en Allemagne comme l'un des trois meilleurs joueurs étrangers du championnat. Malgré ses bonnes performances, le Français est au cœur d'un débat sur son positionnement sur le terrain par rapport au milieu de terrain suisse Ciriaco Sforza, son ancien partenaire à l'Inter Milan. Chaque fois qu'ils sont associés ou presque, les résultats ne sont pas là, tandis que Djorkaeff brille lorsqu'il est le seul dépositaire du jeu. Finalement, pour sa première année outre-Rhin, il inscrit le total de onze buts en Bundesliga et son équipe, cinquième du championnat, se qualifie pour la Coupe de l'UEFA.

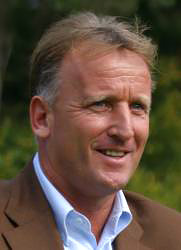
Djorkaeff ne s'entend pas avec Andreas Brehme et quitte l'Allemagne.

La saison suivante est cependant moins souriante. Remplaçant Rehhagel en cours de saison, le nouvel entraîneur Andreas Brehme peine à lui accorder sa confiance. Les deux hommes ne s'entendent pas et la défaite de Kaiserslautern en demi-finale de la Coupe de l'UEFA face au Deportivo Alavés aggrave la nature de leurs relations. Les Allemands sont largement battus au match aller (défaite 5-1) et Djorkaeff critique ouvertement la façon dont a été géré cet évènement. Au match retour, le Snake ouvre le score mais Kaiserslautern s'incline 4-1. Une séparation en fin de saison semble alors inévitable. En tout et pour tout, le champion du monde n'a fait trembler les filets qu'à trois reprises, dont un but inscrit le 16 décembre 2000 sur le terrain du Hertha Berlin, où il clôt le score.
Malgré quelques contacts plus ou moins avancés avec des clubs français notamment, l'Olympique de Marseille, rien ne se fait, et il commence la saison 2001-2002, celle de la Coupe du monde avec la formation allemande. Contrarié qui plus est par des blessures, il est remplaçant et le temps presse car le Mondial approche à grands pas.

### À la relance dans le championnat anglais (2002-2005)

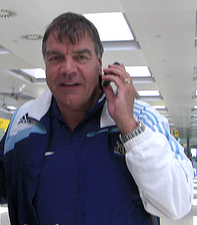
Sam Allardyce, entraîneur des Bolton Wanderers.

Au mercato hivernal 2002, Djorkaeff est fortement pressenti pour signer à l'Olympique de Marseille. Bernard Tapie, alors président délégué du club phocéen, lui assure que Robert Louis-Dreyfus est prêt à l'accueillir. Doutant de la véracité de ces propos après que le président de Kaiserslautern lui a assuré n'avoir eu aucun contact avec un dirigeant marseillais, il décide de rompre toute négociation, et s'engage finalement avec le club anglais de Bolton, un club de la banlieue de Manchester qui lutte pour le maintien en Premier League. Il dispute son premier match contre Southampton au Saint Mary's Stadium, où son équipe décroche le point du match nul. Il reprend petit à petit le rythme, après avoir passé plusieurs semaines au placard en Allemagne. Sam Allardyce, son entraîneur, lui confie les clés du jeu de l'équipe. Il s'épanouit dans cette nouvelle aventure et se relance complètement dans l'optique de disputer la Coupe du monde. En une demi-saison, Djorkaeff apporte ce qu'il sait faire de mieux : il marque des buts. Quatre au total en championnat, contribuant grandement à assurer in-extremis le maintien des Wanderers dans l'élite du football anglais.

Finale de la coupe de la League 2004 : Djorkaeff évolue sur le côté gauche de l'attaque de Bolton.

Il décide logiquement de prolonger son séjour britannique en signant un nouveau contrat. Preuve de sa volonté de grandir, Bolton effectue un recrutement plutôt ambitieux avec les arrivées notamment du Nigérian Jay-Jay Okocha et de l'international espagnol Iván Campo, avec lequel Djorkaeff lie des relations d'amitié. Au cours de cette saison 2002-2003, le Français se voit confier le brassard de capitaine en lieu et place de Guðni Bergsson, indisponible. Il réalise une saison pleine en marquant à sept reprises. Se sentant bien dans ce championnat où les espaces sont nombreux, il porte toujours le maillot des Wanderers lors de la saison 2003-2004. Le club atteint même la finale de la Coupe de la Ligue, mais s'incline face à Middlesbrough après avoir encaissé deux buts lors des sept premières minutes.
Du fait de l'âge déjà bien avancé du joueur, les dirigeants de Bolton hésitent longtemps à le prolonger. Djorkaeff se retrouve finalement libre sur le marché des transferts et peut donc signer là où il le désire. Il est proche de signer aux MetroStars New York, mais le club américain ne parvient pas à se séparer d'un joueur étranger, condition sine qua non à la venue du champion du monde. Il noue par la suite des contacts avec d'autres clubs anglais (Everton, West Ham United, Birmingham, Blackburn Rovers et de Fulham...). Il effectue un essai dans ce dernier club jugé satisfaisant par le jeune entraîneur Chris Coleman. Mais finalement sa signature ne se fait pas, et c'est donc avec les Blackburn Rovers qu'il s'engage. Il signe un contrat de pigiste d'une durée de trois mois. Mark Hughes, l'entraîneur gallois des Rovers, le lance pour la première fois en octobre 2004 face à Aston Villa, puis il enchaîne contre Middelsbrough et Chelsea. Blessé au mollet par la suite, il ne jouera jamais sur la pelouse d'Upton Park à domicile, puisqu'il décide d'un commun accord avec les dirigeants de ne pas prolonger son séjour là-bas au-delà du mois de décembre 2004. Il songe même mettre un terme définitif à sa carrière de joueur, avant de finalement se raviser.

### Le rêve américain comme clap de fin (2005-2006)

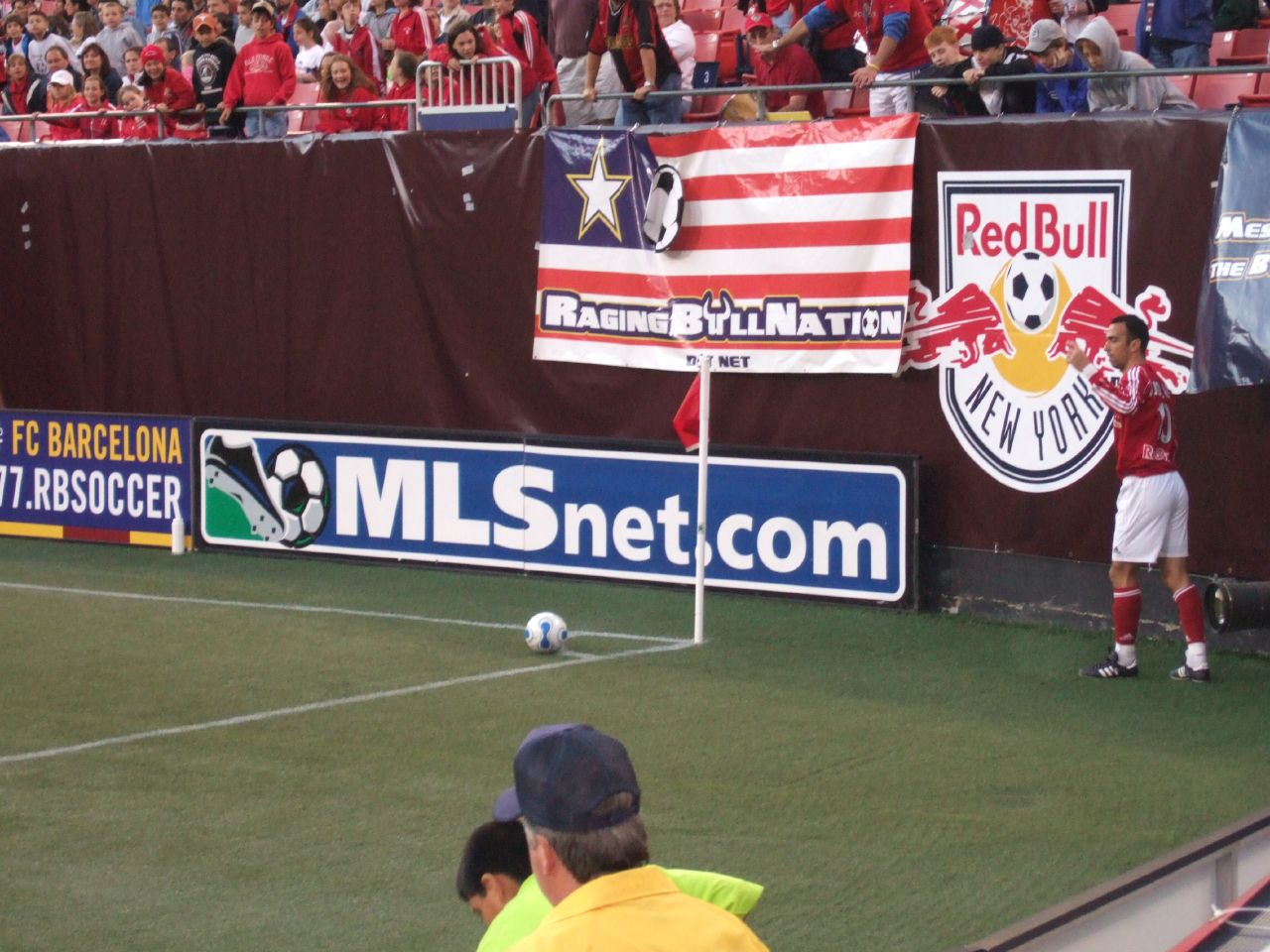
Djorkaeff tire un corner en faveur des Red Bulls en 2006.

Alors qu'il aurait pu céder aux offres intéressantes financièrement en provenance du Qatar, de Chine ou encore de Russie, Djorkaeff choisit de terminer sa longue et prolifique carrière aux États-Unis dans le club des MetroStars de New York. Il découvre ainsi son cinquième championnat après ceux de France, d'Italie, d'Allemagne et d'Angleterre. Il y signe un contrat d'un an et devient ainsi le tout premier joueur français à évoluer en Major League Soccer.
Aux États-Unis, Djorkaeff évolue dans un stade rarement plein, car le soccer n'y est pas aussi populaire qu'en Europe, et surtout parce que les MetroStars doivent partager l'enceinte avec des clubs de football américain autrement populaires : les Giants et les Jets de New York. En moyenne, l'affluence ne dépasse pas les 15 000 spectateurs, éparpillés parmi les 85 000 places disponibles. Le stade est situé à une vingtaine de kilomètres de Manhattan. Parfaitement fondu au cœur de cette nouvelle culture et de ce football qu'il découvre, il encourage même d'anciens joueurs néo-retraités à venir le rejoindre, tels son ancien coéquipier au Paris Saint-Germain Pascal Nouma ou encore son ami Christophe Dugarry, en vain.

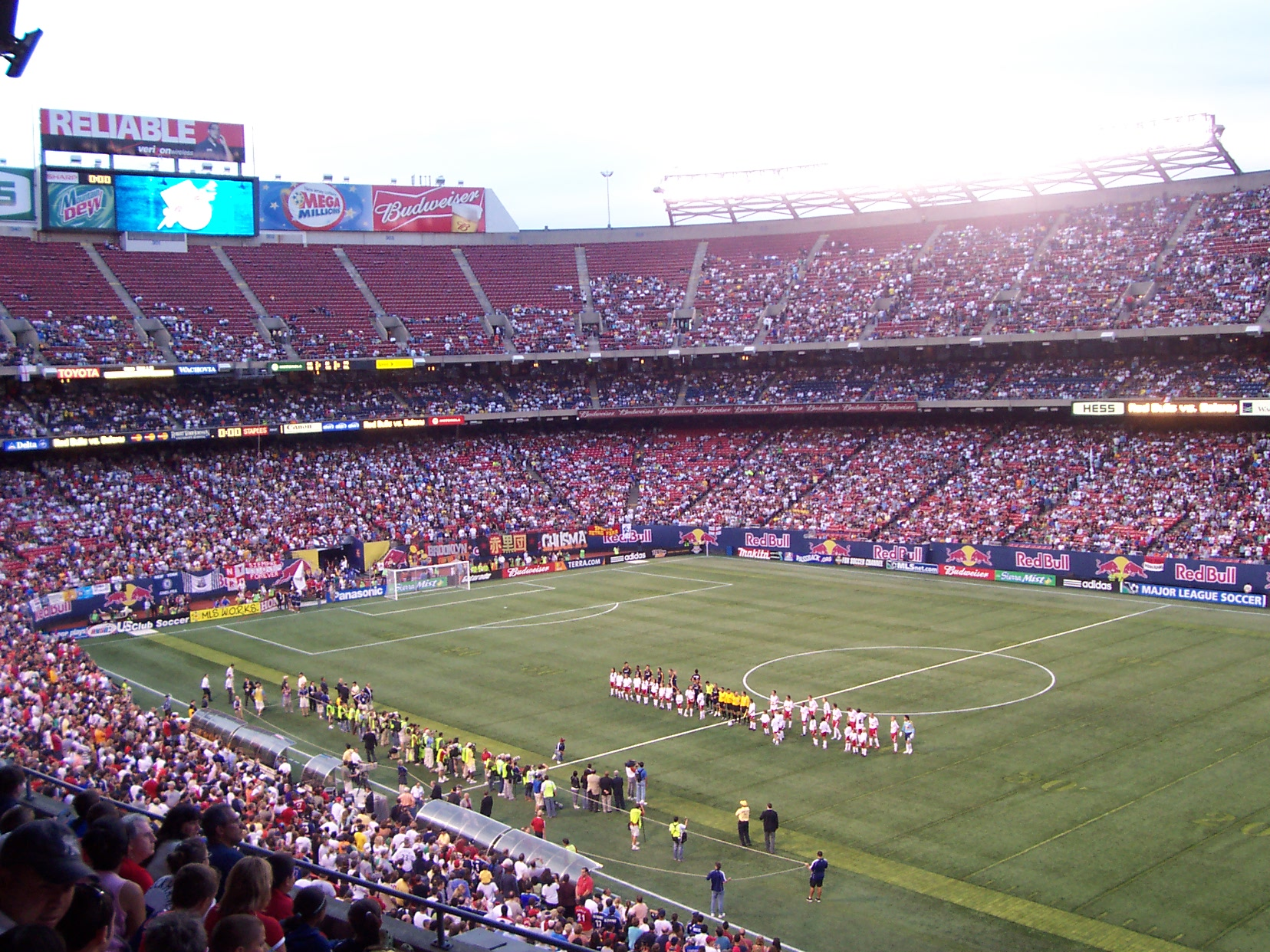
Avec les MetroStars, Djorkaeff joue à domicile au Giants Stadium.

Portant le numéro 10, il est le meneur de jeu de l'équipe, laquelle profite de son expérience. À l'issue de sa première saison aux États-Unis, Djorkaeff totalise dix buts (neuvième au classement des buteurs) pour sept passes décisives et se voit remettre trois récompenses individuelles, dont celle de meilleur joueur du club de l'année. Son trophée lui est remis avant la demi-finale de conférence disputée contre le Revolution de la Nouvelle-Angleterre. Les MetroStars l'emportent 1-0 au match aller, à l'issue duquel il est désigné meilleur joueur. Au retour, il ouvre la marque d'un tir piqué, mais son équipe s'incline cependant sur le score de 1-3 et est donc éliminée. C'est néanmoins le premier match de séries éliminatoires qu'elle gagne depuis quatre ans. Faisant partie des stars du championnat, il est logiquement retenu dans une sélection composée des meilleurs joueurs évoluant en Major League Soccer pour affronter le Real Madrid au stade Santiago Bernabéu.
Satisfaits de ses services et de son rendement, les dirigeants lui proposent de prolonger ; il accepte donc de signer un dernier contrat à l'âge de 38 ans. Le club change alors de dénomination et s'appelle désormais les Red Bulls de New York à la suite du rachat du club par le groupe autrichien. Sa seconde saison est plus terne : il ne marque que deux buts. Il met fin à sa carrière le 29 octobre 2006 après une nouvelle élimination des siens en demi-finale de la conférence Est. Blessé au tendon d'Achille, il ne participe cependant pas à ce match. Son dernier match officiel date en réalité du 21 octobre 2006.

### Carrière en équipe de France

#### Premières années en Bleu (1993-1997)

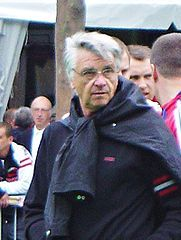
En équipe de France, Aimé Jacquet associe Zinédine Zidane à Youri Djorkaeff.

Les performances de Youri Djorkaeff sous le maillot de l'AS Monaco attirent rapidement l'attention de Gérard Houllier, sélectionneur de l'équipe de France depuis le retrait de Michel Platini. C'est Arsène Wenger, qui, le premier, lui annonce sa sélection pour un match comptant pour les éliminatoires de la Coupe du monde 1994, contre Israël. Djorkaeff fait son entrée à cinq minutes de la fin du match, alors que le score est de 2-2. Grâce à un but marqué à la dernière minute de jeu, les Israéliens gagnent finalement 3-2. Un mois plus tard, c'est du banc de touche qu'il assiste au nouveau revers des Bleus contre la Bulgarie (1-2), qui est synonyme d'élimination. La coupe du monde 1994 se joue donc sans l'équipe de France. En janvier 1995, Djorkaeff dispute la dernière de ses cinq sélections avec l'équipe de France A', une équipe réserve de l'équipe de France qu'il avait rejointe en 1993.

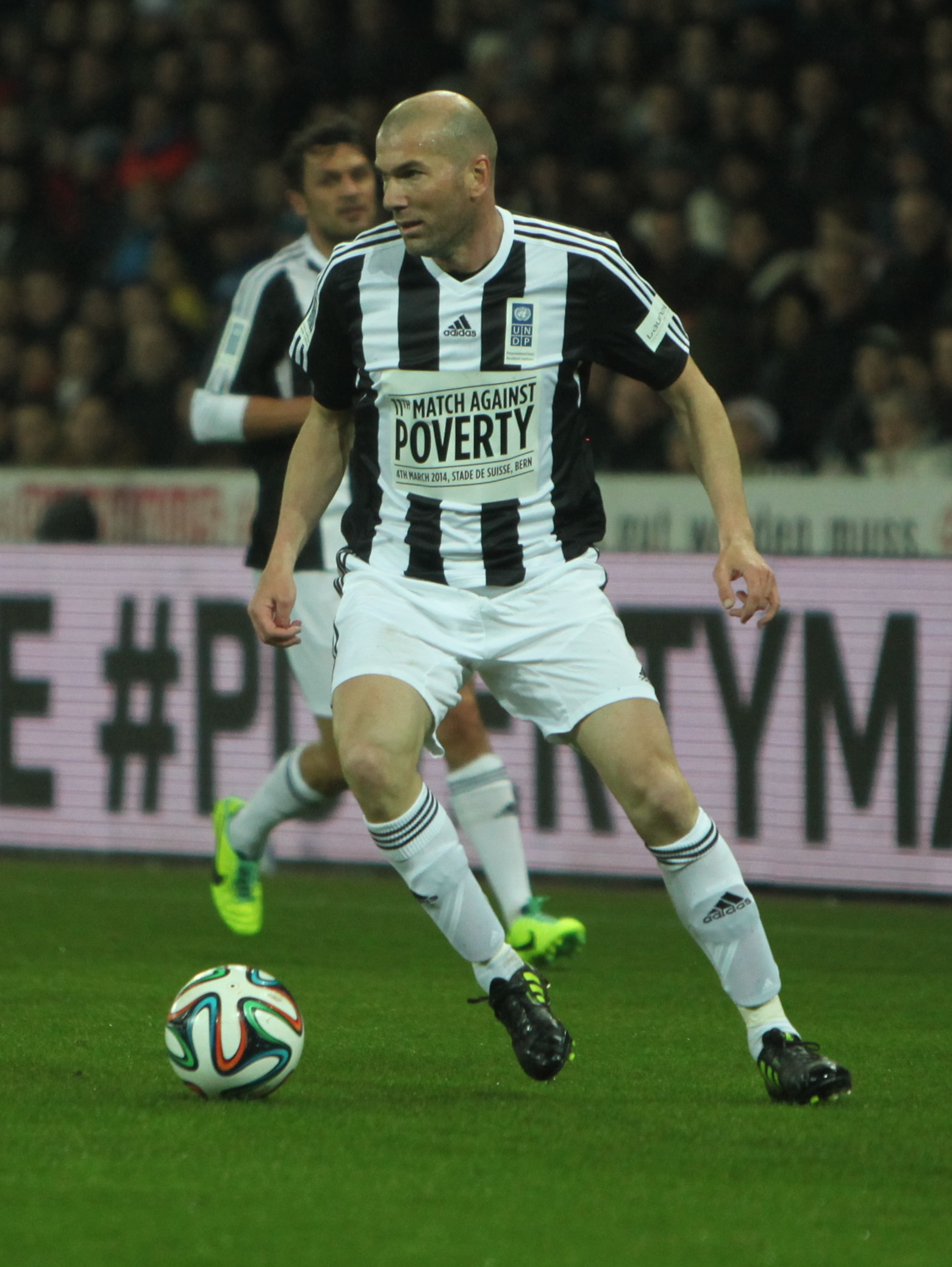
Djorkaeff joue et s'entend bien avec Zidane en Bleu.

Le nouveau sélectionneur, Aimé Jacquet, cherche à construire un groupe rajeuni en vue de la Coupe du monde 1998, qui aura lieu en France. Il lance une nouvelle génération de joueurs parmi lesquels Djorkaeff, Zinédine Zidane, Bixente Lizarazu ou encore Fabien Barthez. Djorkaeff devient le « porte-bonheur » de Jacquet, en multipliant les buts décisifs sous le maillot tricolore. Dans une formation dont les carences offensives sont souvent montrées du doigt, son réalisme et son sens du but se révèlent très utiles, voire indispensables. Le premier match de l'ère Jacquet a lieu le 16 février 1994 à Naples contre l'Italie. Au stade San Paolo, Djorkaeff est titulaire et se permet le luxe d'inscrire son premier but en sélection, sur un service dans la profondeur de David Ginola. Ce but est synonyme de victoire puisque le score n'évolue plus. Il se montre tout aussi efficace au cours des trois rencontres suivantes puisqu'il marque encore deux fois : d'une tête lobée face au Chili à Lyon, puis d'une reprise de volée contre le Japon à Tokyo, dans le cadre de la Coupe Kirin 1994, première compétition gagnée par le joueur avec les Bleus.
Commence alors la campagne de qualification pour l'Euro 1996. La France débute timidement par trois résultats nuls et vierges. En août 1995, alors que la qualification semble bien compromise, les Bleus reçoivent la Pologne au Parc des Princes pour une rencontre capitale dans l'optique de conserver ses chances. Alors qu'ils sont menés 0-1, les Français obtiennent un bon coup franc à trois minutes du terme. Djorkaeff prend ses responsabilités et inscrit un nouveau but décisif. S'il est évident qu'il a sauvé ses coéquipiers ce soir-là, il a aussi sans doute sauvé la tête d'Aimé Jacquet, de plus en plus vivement critiqué par les médias. Au match suivant, l'Équipe de France écrase l'Azerbaïdjan sur le score record de 10-0, dont deux buts signés de Djorkaeff. S'ensuit alors un déplacement à enjeu en Roumanie, où les Bleus doivent impérativement gagner pour rester dans la course à la qualification. C'est ce qu'ils font de manière très convaincante en s'imposant 3-1, avec une nouvelle réalisation du soliste. La France valide définitivement son billet pour l'Angleterre en battant Israël au stade Michel-d'Ornano de Caen le 15 novembre 1995 2 à 0. Djorkaeff est encore buteur.
Trente ans après son père, Youri Djorkaeff dispute une compétition internationale en Angleterre. Ce Championnat d'Europe des nations sert de tremplin en vue du Mondial français. En l'absence d'Éric Cantona et de David Ginola, non retenus, Djorkaeff est le principal atout offensif de l'équipe. De nombreux membres de sa famille effectuent le déplacement pour le soutenir. Après son but inscrit face à l'Espagne lors du deuxième match de poule, il se dirige immédiatement dans leur direction. C'est sa seule réalisation du tournoi. S'ils éliminent ensuite les Pays-Bas en quart-de-finale aux tirs au but, c'est par ces mêmes tirs au but que les Bleus sont sortis par la République tchèque au tour suivant. Djorkaeff critique alors la tactique jugée trop défensive de son sélectionneur. Un an plus tard, Djorkaeff et l'équipe de France disputent le tournoi de France, qui doit servir de révélateur en vue de la prochaine Coupe du monde. Leurs prestations sont décevantes, malgré un but de Djorkaeff, qui, contre l'Italie, expédie un tir dans la lucarne à l'entrée de la surface de réparation neuf minutes après son entrée en jeu.

#### Consécration d'une génération dorée (1998-2001)
1998 est l'année de la Coupe du monde. La France dispute son premier match le 28 janvier face à l'Espagne, pour l'inauguration du stade de France. Devant plus de 78 000 spectateurs, par un froid polaire, Zinédine Zidane inscrit le seul but de la rencontre, en reprenant une frappe de Djorkaeff qui avait percuté la barre transversale. Au mois de mai, les Bleus se rendent à Casablanca pour y disputer le tournoi Hassan II. Face au Maroc, Youri Djorkaeff égalise quelques minutes seulement après être entré sur la pelouse d'une manière très spectaculaire, en exécutant une talonnade aérienne dos au but.

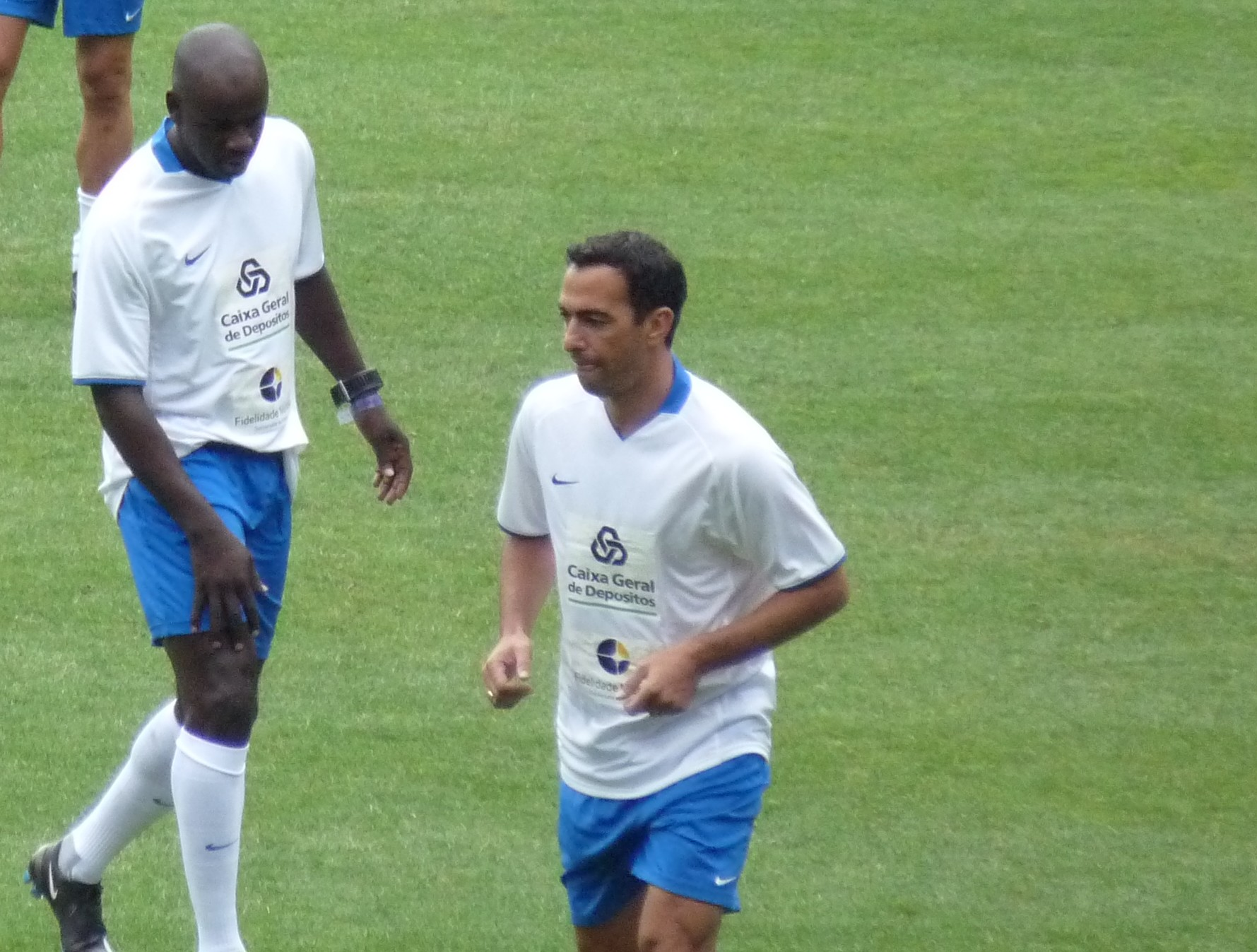
Thuram et Djorkaeff, deux joueurs majeurs de cette génération dorée.

Quand commence la Coupe du monde 1998, Djorkaeff est alors le meilleur buteur des Bleus avec seize buts. Toutefois, la question de sa complémentarité avec Zinédine Zidane se pose dans les médias, ce que les deux joueurs réfutent. Devant faire face aux nombreuses critiques émises à son encontre, mais aussi à l'attente énorme de tout un pays, l'équipe de France commence son Mondial le 12 juin 1998 à Marseille face à l'Afrique du Sud. Youri Djorkaeff est titulaire. Elle gagne 3-0. Pour le match suivant contre l'Arabie saoudite, Aimé Jacquet décide de faire souffler Djorkaeff et le laisse sur le banc au coup d'envoi. Il rentre tout de même en fin de partie, le temps de délivrer une talonnade à Bixente Lizarazu, qui marque de près. La troisième rencontre, sans enjeu, a lieu chez lui à Lyon au stade de Gerland, contre le Danemark de Michael Laudrup. Il y inscrit le premier et seul but de sa carrière en Coupe du monde, sur un pénalty tiré sur la droite du gardien Peter Schmeichel. Face au Paraguay en huitième de finale, une de ses frappes passe de peu à côté, mais l'équipe se qualifie tout de même sur un but en or de Laurent Blanc, et affronte l'Italie en quart de finale. Les deux nations ont recours à la séance des tirs au but pour se départager ; Djorkaeff ne tire pas de penalty en estimant que le fait qu'il connaisse le gardien adverse, Gianluca Pagliuca (son coéquipier à l'Inter Milan) ne l'avantagerait pas pour marquer. En demi-finale contre les Croates, il offre le but égalisateur à Lilian Thuram. Il est de nouveau passeur lors de la finale jouée contre le Brésil, puisque c'est lui qui tire le corner sur lequel Zinédine Zidane inscrit le deuxième but du match peu avant la mi-temps. La France l'emporte 3-0 et Youri Djorkaeff soulève la Coupe du monde.

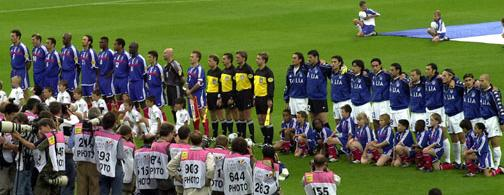
Finale de Euro 2000, Youri Djorkaeff est troisième en partant de la gauche.

Au sortir de ce Mondial, un nouveau sélectionneur national, Roger Lemerre, est nommé en lieu et place d'Aimé Jacquet. Djorkaeff reste un élément incontournable du groupe. Pour preuve, il termine meilleur buteur de l'équipe de la campagne de qualification pour l'Euro 2000. La France doit pourtant attendre son dernier match contre l'Islande pour valider son billet pour la Belgique et les Pays-Bas, pays hôtes de l'épreuve. À la suite d'une déchirure musculaire à la cuisse droite, Djorkaeff craint longtemps de ne pas pouvoir disputer ce Championnat d'Europe, mais est finalement rétabli à temps. Pour le premier match contre le Danemark, remporté 3-0, il sort en fin de rencontre, puis est laissé sur le banc des remplaçants contre la République tchèque. Il rentre en seconde période et marque le but de la victoire. Il récidive face à l'Espagne en quart de finale, bien décalé par Patrick Vieira. Laissé au repos, il assiste du banc à la qualification de la France pour la finale après sa victoire contre le Portugal en prolongation. Titularisé pour la finale contre l'Italie, il sort en seconde période. Sylvain Wiltord puis David Trezeguet libèrent les Bleus, qui sont sacrés champions d'Europe deux ans seulement après leur sacre mondial.
Douze mois après, ils remportent un troisième titre : la Coupe des confédérations. Youri Djorkaeff en profite pour inscrire son vingt-huitième et dernier but en sélection nationale, contre la Corée du Sud. Avec les Bleus, il a maintenant tout gagné.
En novembre 2000, une polémique éclate à la suite d'un déplacement en Turquie de l'équipe de France. En effet, son coéquipier chez les Bleus Emmanuel Petit déclare dans la presse que Djorkaeff avait « reçu des menaces de mort » en raison de son origine arménienne et que ces menaces justifiaient en grande partie son absence à Istanbul .

#### Coupe du monde 2002: une sortie manquée

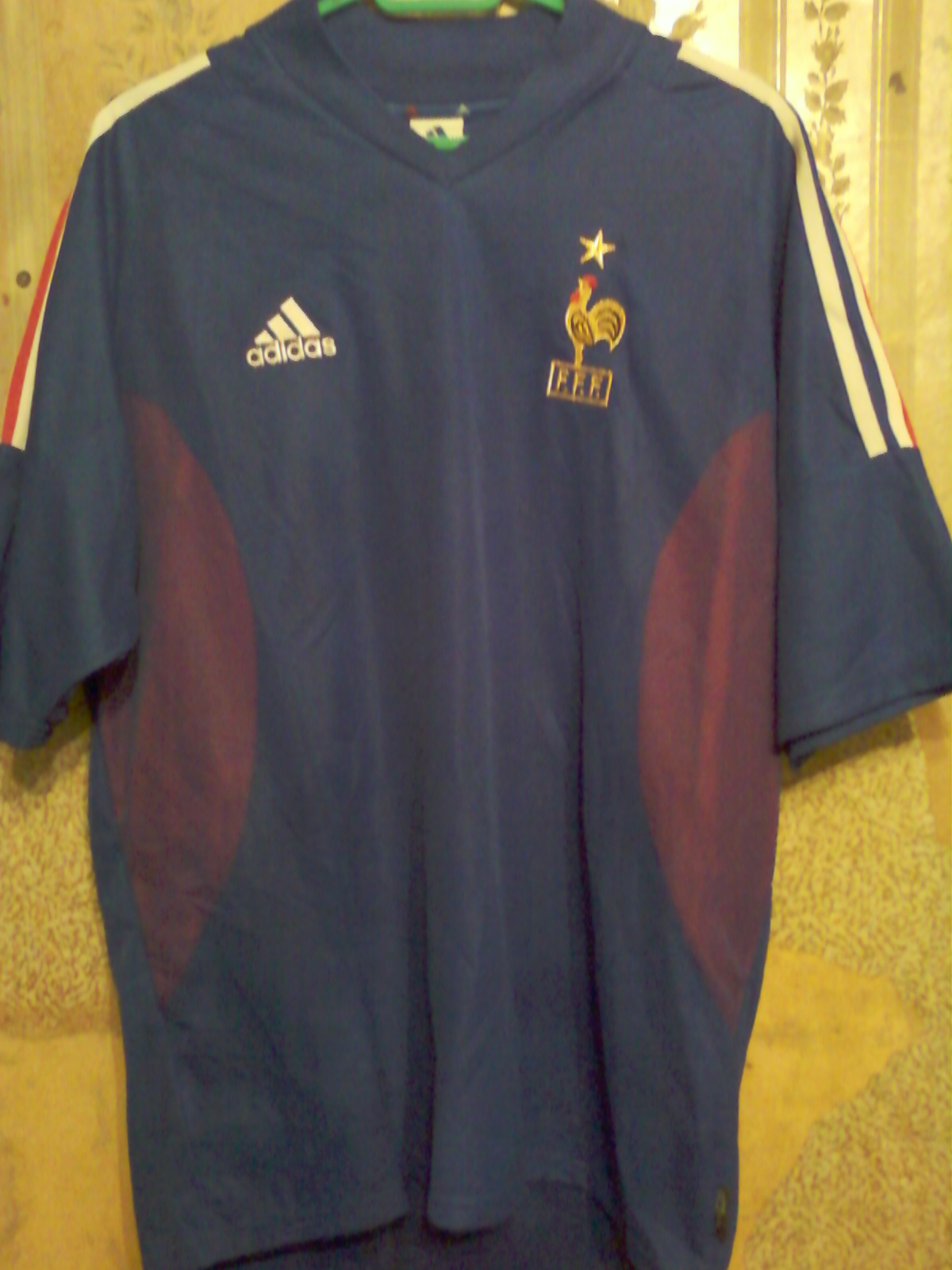
Tout comme ses coéquipiers, Youri Djorkaeff subit la débâcle de l'équipe de France lors de la Coupe du monde 2002.

Quand il débarque en Corée du Sud pour disputer la Coupe du monde 2002, Youri Djorkaeff sort d'une saison noire qui a indiscutablement laissé des traces. En conflit avec Kaiserslautern, qui l'a mis au placard durant plus de la moitié de la saison, le meilleur buteur des Bleus s'est certes relancé à Bolton, mais dans une équipe très moyenne. Il n'a fait son retour en équipe de France qu'en avril, après presque six mois d'absence, face aux Russes. Si beaucoup des joueurs retenus pour ce mondial souffrent d'avoir trop joué, Djorkaeff pâtit d'un manque de compétition manifeste. À la peine face à la Belgique et à la Corée du Sud en matchs de préparation, il éprouve beaucoup de difficultés lors du premier match de poule face au Sénégal. À la suite du forfait de Robert Pirès et de la blessure de Zinédine Zidane, il se voit confier les rênes de l'équipe pour cette entrée dans la compétition. Sans cesse dominé physiquement, il n'a que rarement l'occasion de se mettre en évidence. Peu à son aise dans ce rôle d'organisateur, il n'a plus la spontanéité de sa jeunesse, bien qu'il ait toujours conservé son toucher de balle de grande qualité. Il perd un ballon au milieu du terrain qui permet aux Sénégalais de partir en contre et de marquer l'unique but du match (0-1) et il est d'ailleurs remplacé par Christophe Dugarry dès le début de la seconde période. Remplacé par Johan Micoud poste pour poste, il ne participe pas à la rencontre suivante contre l'Uruguay, clôturée sur le score de 0-0. Il remplace Sylvain Wiltord à la 82e minute face au Danemark. Il s'agit, pour le numéro 6 des Bleus, de son quatre-vingt-deuxième et dernier match joué avec l'équipe de France. L'élimination de la France précipite sa retraite internationale. Sa carrière en bleu s'achève donc sur une fausse note.

### Reconversion (depuis 2007)

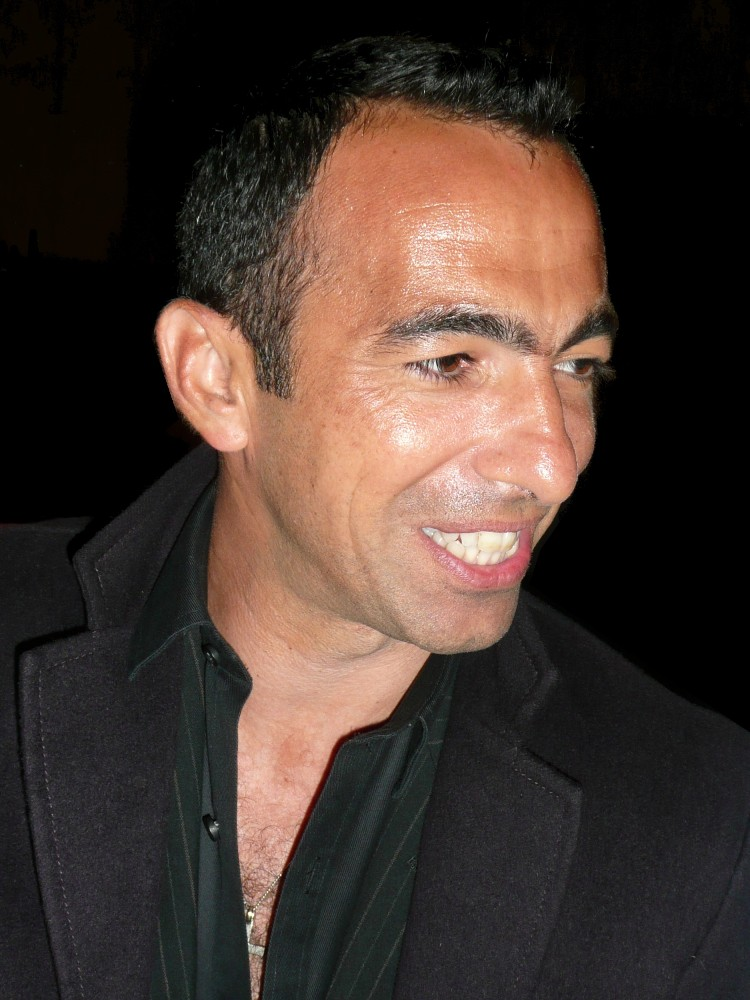
Youri Djorkaeff en.

En avril 2007, il prend la présidence du club de l'UGA Décines (Union générale arménienne), club de division d'honneur régionale de la banlieue lyonnaise, où il a débuté enfant. Son père, Jean en devient le manageur général, tandis que ses deux frères, Denis et Micha, sont respectivement vice-président et joueur de l'équipe première. Djorkaeff double le budget du club et se fixe comme objectif d'accéder à la CFA 2.
Dans un registre tout autre, il s'essaie en 2000 à la chanson avec le titre Vivre dans ta lumière, écrit et composé par Paul Tordjmann. Ce titre connaît un succès mitigé en France et Youri Djorkaeff ne sort pas de nouveau disque par la suite. En 1998, il participe à un spot publicitaire pour l'entreprise Ferrero avec ses coéquipiers de l'Équipe de France.
Entre 2008 et 2012, il est consultant sur Orange sport pour commenter les matchs de Ligue 1 du samedi soir aux côtés de Denis Balbir et de Florian Genton. Il est également consultant, cette fois pour TF1, à l'occasion de la Coupe du monde 2014. En 2017-2018, il est consultant sur Canal+ pour la Ligue des champions. Il intervient également dans le Canal Football Club. Il est de nouveau consultant pour TF1 lors de la Coupe du monde 2018 et de l'Euro 2020.
En 2011, il fait partie du jury de MasterChef le temps d'un épisode (tourné à New York) où il doit goûter des hamburgers et des cheesecakes préparés par les candidats.
La même année, il crée sa fondation The Djorkaeff Foundation qui vise à aider les jeunes qui n'ont pas les moyens de jouer au football. En effet, aux États-Unis, la cotisation s'élève à 1 500 dollars (environ 1 030 euros) et le football est donc pratiqué par des familles plus aisées. Youri Djorkaeff est aussi un membre du Conseil d'administration de la Fondation du Football.
Djorkaeff occupe également une fonction d'ambassadeur pour le Paris Saint-Germain et la FIFA,.
En septembre 2019, Youri Djorkaeff est nommé Directeur général de la Fondation FIFA.

## Profil de joueur: leSnake

Youri Djorkaeff a longtemps été décrit comme un numéro 9 et demi comme ici, lors de la finale de la Coupe du monde 1998.

Souvent qualifié d'individualiste, d'égoïste, d'ambitieux ou de renfermé, Youri Djorkaeff était surtout un joueur libre, qui pouvait évoluer sur toute la zone d'attaque ; c'est la raison pour laquelle il a longtemps été décrit comme un « numéro 9 et demi », soit le prototype de l'avant-centre moderne capable de marquer et faire marquer, à l'image de Karim Benzema, plus tard. Sûr de son talent et de ses qualités, il n'hésitait pas à prendre ses responsabilités notamment pour tirer les penaltys, même dans les moments d'un match les plus cruciaux.
Techniquement très doué, il possédait dans son arsenal toute la panoplie d'un grand joueur : contrôles impeccables, conduite de balle irréprochable. Disposant d'une excellente vision du jeu, il se révélait très bon dribbleur, capable d'affoler des défenses à lui tout seul. Grâce à son pied droit, ses frappes de balles étaient puissantes et précises, ce qui lui a permis de marquer de très nombreux buts sur coup franc durant sa carrière. En outre, la trajectoire de ses tirs était parfois tellement reptilienne que le surnom dont l'a affublé le gardien remplaçant de l'AS Monaco Marc Delaroche, « le Snake », qui veut dire « le Serpent », lui est resté. Mais sa qualité première était sans aucun doute son sens du but, il jouissait toujours d'un incroyable sang froid au moment de se présenter devant les cages adverses. Sa lucidité était telle qu'il faisait presque toujours les bons choix et se trompait rarement quant à l'angle qu'il devait choisir. Sur son efficacité devant les buts, il explique : « Tout le monde sait que je marque. Je ne vais pas me trimballer sous la tour Eiffel avec une banderole pour le rappeler ».
Tout au long de sa carrière et dans tous les clubs qu'il a fréquentés, Youri Djorkaeff a toujours marqué beaucoup de buts, quelle que soit la division ou le championnat. Il est d'ailleurs un des rares milieux de terrain à avoir été couronné meilleur buteur du championnat de France, ce titre honorifique revenant souvent à des attaquants de métier.
En revanche, il a toujours eu du mal à accepter le repli défensif lorsque son équipe perdait la balle. Son autre principale faiblesse était son jeu de tête, très perfectible. Il a rarement marqué de cette manière en vingt ans de parcours.

## Statistiques

### Statistiques détaillées par saison
Ce tableau représente les statistiques de joueur de Youri Djorkaeff,,,,:
| Saison                | Club                   | Championnat           | Championnat | Championnat | Championnat | Coupe nationale | Coupe nationale | Coupe nationale | Coupe de la Ligue | Coupe de la Ligue | Coupe de la Ligue | Supercoupe | Supercoupe | Supercoupe | Compétition(s) continentale(s) | Compétition(s) continentale(s) | Compétition(s) continentale(s) | Compétition(s) continentale(s) | Séries | Séries | Séries | France | France | France | Total | Total | Total |
| Saison                | Club                   | Division              | M.          | B.          | P.d.        | M.              | B.              | P.d.            | M.                | B.                | P.d.              | M.         | B.         | P.d.       | Comp.                          | M.                             | B.                             | P.d.                           | M.     | B.     | P.d.   | M.     | B.     | P.d.   | M.    | B.    | P.d.  |
| 1984-1985             | Grenoble Foot 38       | D2                    | 3           | 0           | -           | -               | -               | -               | -                 | -                 | -                 | -          | -          | -          | -                              | -                              | -                              | -                              | -      | -      | -      | -      | -      | -      | 3     | 0     | 0     |
| 1985-1986             | Grenoble Foot 38       | D2                    | 6           | 0           | -           | -               | -               | -               | -                 | -                 | -                 | -          | -          | -          | -                              | -                              | -                              | -                              | -      | -      | -      | -      | -      | -      | 6     | 0     | 0     |
| 1986-1987             | Grenoble Foot 38       | D3                    | 26          | 4           | -           | 1               | 0               | -               | -                 | -                 | -                 | -          | -          | -          | -                              | -                              | -                              | -                              | -      | -      | -      | -      | -      | -      | 27    | 4     | 0     |
| 1987-1988             | Grenoble Foot 38       | D2                    | 19          | 8           | -           | 1               | 0               | -               | -                 | -                 | -                 | -          | -          | -          | -                              | -                              | -                              | -                              | -      | -      | -      | -      | -      | -      | 20    | 8     | 0     |
| 1988-1989             | Grenoble Foot 38       | D2                    | 25          | 11          | -           | 3               | 1               | -               | -                 | -                 | -                 | -          | -          | -          | -                              | -                              | -                              | -                              | -      | -      | -      | -      | -      | -      | 28    | 12    | 0     |
| 1989                  | Grenoble Foot 38       | D2                    | 3           | 0           | -           | -               | -               | -               | -                 | -                 | -                 | -          | -          | -          | -                              | -                              | -                              | -                              | -      | -      | -      | -      | -      | -      | 3     | 0     | 0     |
| Sous-total            | Sous-total             | Sous-total            | 82          | 23          | -           | 5               | 1               | -               | -                 | -                 | -                 | -          | -          | -          | -                              | -                              | -                              | -                              | -      | -      | -      | -      | -      | -      | 87    | 24    | 0     |
| 1989-1990             | RC Strasbourg          | D2                    | 28          | 21          | 9           | 6               | 2               | 0               | -                 | -                 | -                 | -          | -          | -          | -                              | -                              | -                              | -                              | -      | -      | -      | -      | -      | -      | 34    | 23    | 9     |
| 1990                  | RC Strasbourg          | D2                    | 7           | 4           | 1           | -               | -               | -               | -                 | -                 | -                 | -          | -          | -          | -                              | -                              | -                              | -                              | -      | -      | -      | -      | -      | -      | 7     | 4     | 1     |
| Sous-total            | Sous-total             | Sous-total            | 35          | 25          | 10          | 6               | 2               | 0               | -                 | -                 | -                 | -          | -          | -          | -                              | -                              | -                              | -                              | -      | -      | -      | -      | -      | -      | 41    | 27    | 10    |
| 1990-1991             | AS Monaco FC           | D1                    | 20          | 5           | 2           | 6               | 1               | 0               | -                 | -                 | -                 | -          | -          | -          | -                              | -                              | -                              | -                              | -      | -      | -      | -      | -      | -      | 26    | 6     | 2     |
| 1991-1992             | AS Monaco FC           | D1                    | 35          | 9           | 4           | 5               | 0               | 0               | -                 | -                 | -                 | -          | -          | -          | C2                             | 7                              | 1                              | 0                              | -      | -      | -      | -      | -      | -      | 47    | 10    | 4     |
| 1992-1993             | AS Monaco FC           | D1                    | 32          | 11          | 2           | 2               | 2               | 0               | -                 | -                 | -                 | -          | -          | -          | C2                             | 4                              | 1                              | 0                              | -      | -      | -      | -      | -      | -      | 38    | 14    | 2     |
| 1993-1994             | AS Monaco FC           | D1                    | 35          | 20          | 5           | 2               | 0               | 0               | -                 | -                 | -                 | -          | -          | -          | C1                             | 11                             | 3                              | 2                              | -      | -      | -      | 4      | 3      | 1      | 52    | 26    | 8     |
| 1994-1995             | AS Monaco FC           | D1                    | 33          | 14          | 6           | 1               | 0               | 0               | 3                 | 0                 | 0                 | -          | -          | -          | -                              | -                              | -                              | -                              | -      | -      | -      | 4      | 0      | 0      | 41    | 14    | 6     |
| Sous-total            | Sous-total             | Sous-total            | 155         | 59          | 19          | 16              | 3               | 0               | 3                 | 0                 | 0                 | -          | -          | -          | -                              | 22                             | 5                              | 2                              | -      | -      | -      | 8      | 3      | 1      | 204   | 70    | 22    |
| 1995-1996             | Paris Saint-Germain    | D1                    | 35          | 13          | 4           | 2               | 2               | 0               | 1                 | 0                 | 0                 | 1          | 1          | 0          | C2                             | 8                              | 4                              | 3                              | -      | -      | -      | 14     | 8      | 6      | 61    | 28    | 13    |
| Sous-total            | Sous-total             | Sous-total            | 35          | 13          | 4           | 2               | 2               | 0               | 1                 | 0                 | 0                 | 1          | 1          | 0          | -                              | 8                              | 4                              | 3                              | -      | -      | -      | 14     | 8      | 6      | 61    | 28    | 13    |
| 1996-1997             | Inter Milan            | Serie A               | 33          | 14          | 10          | 6               | 1               | 2               | -                 | -                 | -                 | -          | -          | -          | C3                             | 10                             | 2                              | 2                              | -      | -      | -      | 7      | 4      | 1      | 56    | 21    | 15    |
| 1997-1998             | Inter Milan            | Serie A               | 29          | 8           | 8           | 4               | 0               | 0               | -                 | -                 | -                 | -          | -          | -          | C3                             | 9                              | 0                              | 5                              | -      | -      | -      | 16     | 3      | 4      | 58    | 11    | 17    |
| 1998-1999             | Inter Milan            | Serie A               | 25          | 8           | 5           | 6               | 4               | 0               | -                 | -                 | -                 | -          | -          | -          | C1                             | 5                              | 2                              | 0                              | -      | -      | -      | 9      | 2      | 1      | 45    | 16    | 6     |
| Sous-total            | Sous-total             | Sous-total            | 87          | 30          | 23          | 16              | 5               | 2               | -                 | -                 | -                 | -          | -          | -          | -                              | 24                             | 4                              | 7                              | -      | -      | -      | 32     | 9      | 6      | 159   | 48    | 38    |
| 1999-2000             | FC Kaiserslautern      | Bundesliga            | 25          | 11          | 5           | 1               | 0               | 0               | -                 | -                 | -                 | -          | -          | -          | C3                             | 5                              | 2                              | 1                              | -      | -      | -      | 13     | 6      | 3      | 44    | 19    | 9     |
| 2000-2001             | FC Kaiserslautern      | Bundesliga            | 26          | 3           | 6           | 2               | 0               | 0               | -                 | -                 | -                 | -          | -          | -          | C3                             | 7                              | 2                              | 1                              | -      | -      | -      | 8      | 2      | 1      | 43    | 7     | 8     |
| 2001-2002             | FC Kaiserslautern      | Bundesliga            | 4           | 0           | 0           | -               | -               | -               | -                 | -                 | -                 | -          | -          | -          | -                              | -                              | -                              | -                              | -      | -      | -      | 1      | 0      | 0      | 5     | 0     | 0     |
| Sous-total            | Sous-total             | Sous-total            | 55          | 14          | 11          | 3               | 0               | 0               | -                 | -                 | -                 | -          | -          | -          | -                              | 12                             | 4                              | 2                              | -      | -      | -      | 22     | 8      | 4      | 92    | 26    | 17    |
| 2002                  | Bolton Wanderers FC    | PL                    | 12          | 4           | 1           | -               | -               | -               | -                 | -                 | -                 | -          | -          | -          | -                              | -                              | -                              | -                              | -      | -      | -      | 6      | 0      | 1      | 18    | 4     | 2     |
| 2002-2003             | Bolton Wanderers FC    | PL                    | 36          | 7           | 6           | 1               | 0               | 0               | -                 | -                 | -                 | -          | -          | -          | -                              | -                              | -                              | -                              | -      | -      | -      | -      | -      | -      | 37    | 7     | 6     |
| 2003-2004             | Bolton Wanderers FC    | PL                    | 27          | 9           | 5           | -               | -               | -               | 5                 | 1                 | 0                 | -          | -          | -          | -                              | -                              | -                              | -                              | -      | -      | -      | -      | -      | -      | 32    | 10    | 5     |
| Sous-total            | Sous-total             | Sous-total            | 75          | 20          | 12          | 1               | 0               | 0               | 5                 | 1                 | 0                 | -          | -          | -          | -                              | -                              | -                              | -                              | -      | -      | -      | 6      | 0      | 1      | 87    | 21    | 13    |
| 2004-2005             | Blackburn Rovers       | PL                    | 3           | 0           | 1           | -               | -               | -               | -                 | -                 | -                 | -          | -          | -          | -                              | -                              | -                              | -                              | -      | -      | -      | -      | -      | -      | 3     | 0     | 1     |
| Sous-total            | Sous-total             | Sous-total            | 3           | 0           | 1           | -               | -               | -               | -                 | -                 | -                 | -          | -          | -          | -                              | -                              | -                              | -                              | -      | -      | -      | -      | -      | -      | 3     | 0     | 1     |
| 2005                  | MetroStars de New York | MLS                   | 24          | 10          | 7           | -               | -               | -               | -                 | -                 | -                 | -          | -          | -          | -                              | -                              | -                              | -                              | 2      | 1      | 1      | -      | -      | -      | 26    | 11    | 8     |
| 2006                  | Red Bulls de New York  | MLS                   | 21          | 2           | 4           | 1               | 0               | 0               | -                 | -                 | -                 | -          | -          | -          | -                              | -                              | -                              | -                              | 1      | 0      | 0      | -      | -      | -      | 23    | 2     | 4     |
| Sous-total            | Sous-total             | Sous-total            | 45          | 12          | 11          | 1               | 0               | 0               | -                 | -                 | -                 | -          | -          | -          | -                              | -                              | -                              | -                              | 3      | 1      | 1      | -      | -      | -      | 49    | 13    | 12    |
| Total sur la carrière | Total sur la carrière  | Total sur la carrière | 572         | 196         | 91          | 50              | 13              | 2               | 9                 | 1                 | 0                 | 1          | 1          | 0          | -                              | 66                             | 17                             | 16                             | 3      | 1      | 1      | 82     | 28     | 18     | 783   | 257   | 128   |

### Buts internationaux
| Buts en sélection de Youri Djorkaeff | Buts en sélection de Youri Djorkaeff | Buts en sélection de Youri Djorkaeff           | Buts en sélection de Youri Djorkaeff | Buts en sélection de Youri Djorkaeff | Buts en sélection de Youri Djorkaeff | Buts en sélection de Youri Djorkaeff | Buts en sélection de Youri Djorkaeff |
| #                                    | Date                                 | Lieu                                           | Adversaire                           | Score                                | Résultats                            | Compétitions                         |                                      |
| ------------------------------------ | ------------------------------------ | ---------------------------------------------- | ------------------------------------ | ------------------------------------ | ------------------------------------ | ------------------------------------ | ------------------------------------ |
| 1                                    | 16 février 1994                      | Stade San Paolo, Naples, Italie                | Italie                               | 1-0                                  | 1-0                                  | Match amical                         |                                      |
| 2                                    | 22 mars 1994                         | Stade de Gerland, Lyon, France                 | Chili                                | 2-1                                  | 3-1                                  | Match amical                         |                                      |
| 3                                    | 29 mai 1994                          | Stade olympique, Tokyo, Japon                  | Japon                                | 1-0                                  | 4-1                                  | Match amical                         |                                      |
| 4                                    | 16 août 1995                         | Parc des Princes, Paris, France                | Pologne                              | 1-1                                  | 1-1                                  | Éliminatoires Euro 1996              |                                      |
| 5                                    | 6 septembre 1995                     | Stade de l'Abbé-Deschamps, Auxerre, France     | Azerbaïdjan                          | 2-0                                  | 10-0                                 | Éliminatoires Euro 1996              |                                      |
| 6                                    | 6 septembre 1995                     | Stade de l'Abbé-Deschamps, Auxerre, France     | Azerbaïdjan                          | 9-0                                  | 10-0                                 | Éliminatoires Euro 1996              |                                      |
| 7                                    | 11 octobre 1995                      | Stade Ghencea, Bucarest, Roumanie              | Roumanie                             | 2-0                                  | 3-1                                  | Éliminatoires Euro 1996              |                                      |
| 8                                    | 15 novembre 1995                     | Stade Michel-d'Ornano, Caen, France            | Israël                               | 1-0                                  | 2-0                                  | Éliminatoires Euro 1996              |                                      |
| 9                                    | 24 janvier 1996                      | Parc des Princes, Paris, France                | Portugal                             | 1-1                                  | 3-2                                  | Match amical                         |                                      |
| 10                                   | 24 janvier 1996                      | Parc des Princes, Paris, France                | Portugal                             | 2-2                                  | 3-2                                  | Match amical                         |                                      |
| 11                                   | 13 juin 1996                         | Elland Road, Leeds, Angleterre                 | Espagne                              | 1-0                                  | 1-1                                  | Euro 1996                            |                                      |
| 12                                   | 31 août 1996                         | Parc des Princes, Paris, France                | Mexique                              | 2-0                                  | 2-0                                  | Match amical                         |                                      |
| 13                                   | 9 octobre 1996                       | Parc des Princes, Paris, France                | Turquie                              | 3-0                                  | 4-0                                  | Match amical                         |                                      |
| 14                                   | 2 avril 1997                         | Parc des Princes, Paris, France                | Suède                                | 1-0                                  | 1-0                                  | Match amical                         |                                      |
| 15                                   | 11 juin 1997                         | Parc des Princes, Paris, France                | Italie                               | 2-1                                  | 2-2                                  | Tournoi de France                    |                                      |
| 16                                   | 12 novembre 1997                     | Stade Geoffroy-Guichard, Saint-Étienne, France | Écosse                               | 2-1                                  | 2-1                                  | Match amical                         |                                      |
| 17                                   | 29 mai 1998                          | Stade Mohamed V, Casablanca, Maroc             | Maroc                                | 2-2                                  | 2-2 ; 6-5 t.a.b.                     | Tournoi Hassan II 1998               |                                      |
| 18                                   | 24 juin 1998                         | Stade de Gerland, Lyon, France                 | Danemark                             | 1-0                                  | 2-1                                  | Coupe du monde 1998                  |                                      |
| 19                                   | 14 octobre 1998                      | Stade de France, Saint-Denis, France           | Andorre                              | 2-0                                  | 2-0                                  | Éliminatoires Euro 2000              |                                      |
| 20                                   | 20 janvier 1999                      | Stade Vélodrome, Marseille, France             | Maroc                                | 1-0                                  | 1-0                                  | Match amical                         |                                      |
| 21                                   | 8 septembre 1999                     | Stade Hrazdan, Erevan, Arménie                 | Arménie                              | 1-1                                  | 3-2                                  | Éliminatoires Euro 2000              |                                      |
| 22                                   | 9 octobre 1999                       | Stade de France, Saint-Denis, France           | Islande                              | 2-0                                  | 3-2                                  | Éliminatoires Euro 2000              |                                      |
| 23                                   | 4 juin 2000                          | Stade Mohamed V, Casablanca, Maroc             | Japon                                | 2-2                                  | 2-2 ; 4-2 t.a.b.                     | Tournoi Hassan II 2000               |                                      |
| 24                                   | 6 juin 2000                          | Stade Mohamed V, Casablanca, Maroc             | Maroc                                | 2-0                                  | 5-1                                  | Tournoi Hassan II 2000               |                                      |
| 25                                   | 16 juin 2000                         | Stade Jan Breydel, Bruges, Belgique            | Tchéquie                             | 2-1                                  | 2-1                                  | Euro 2000                            |                                      |
| 26                                   | 25 juin 2000                         | Stade Jan Breydel, Bruges, Belgique            | Espagne                              | 2-1                                  | 2-1                                  | Euro 2000                            |                                      |
| 27                                   | 25 avril 2001                        | Stade de France, Saint-Denis, France           | Portugal                             | 4-0                                  | 4-0                                  | Match amical                         |                                      |
| 28                                   | 30 mai 2001                          | Daegu World Cup Stadium, Daegu, Corée du Sud   | Corée du Sud                         | 4-0                                  | 5-0                                  | Coupe des confédérations 2001        |                                      |

NB : Les scores sont affichés sans tenir compte du sens conventionnel en cas de match à l'extérieur (France-Adversaire)

## Palmarès

### En club
Youri Djorkaeff remporte avec son club formateur du Grenoble Foot 38 la Coupe Gambardella en 1988.
Il rejoint plus tard l'AS Monaco avec qui il est vice-champion de France en 1991 et 1992 et finaliste de la Coupe des Coupes en 1992. Il remporte cependant la Coupe de France en 1991.
Il quitte ensuite l'ASM pour le Paris SG avec qui il remporte la Coupe des Coupes en 1996 et le Trophée des champions en 1995. Il est également vice-champion de France en 1996.
Il ne reste qu'une saison dans la capitale française avant de s'engager en faveur de l'Inter Milan avec qui il remporte la Coupe UEFA en 1998 après avoir été finaliste malheureux en 1997. Il est également vice-champion d'Italie en 1998.
Il ne remporte plus de titres après son passage en Italie mais est une dernière fois finaliste de la Coupe de la Ligue avec Bolton.

### En sélection nationale
Avec l'équipe de France, il remporte le Festival international espoirs en 1989, la coupe du monde en 1998 et le championnat d'Europe en 2000. Il soulève ensuite la Coupe des confédérations en 2001. Il remporte également la Coupe Kirin en 1994 et le Tournoi Hassan II en 1998 et en 2000.

## Distinctions personnelles et records
- 9e au Ballon d'or 1996
- Meilleur joueur du Championnat de France de D2 en 1989-1990
- Co-meilleur buteur de Championnat de France de D1 en 1993-1994 (20 buts)
- Meilleur buteur du Tournoi Hassan II en 2000 (2 buts)
- Meilleur buteur de la Coupe Kirin en 1994 (1 but)
- Nommé dans l'équipe type de l'Euro 1996
- Élu meilleur joueur des Metrostars en 2005 par les supporters, les joueurs et les journalistes[82]
- Membre de l'équipe de France qui dispute 30 matchs sans défaite (entre février 1994 et octobre 1996)
- Chevalier de la Légion d'honneur le 1er septembre 1998[83]
- Youri et son père Jean Djorkaeff sont les premiers pères et fils à avoir tous deux marqué en équipe de France[84].

## Vie privée
Youri Djorkaeff est marié à Sophie, rencontrée alors qu'il était encore jeune joueur à Grenoble, et avec laquelle il a eu trois enfants : Sacha, Oan et Angelica. Il vit actuellement à New York. Le 20 août 2012, son fils Oan Djorkaeff signe en faveur de l'AS Saint-Étienne dont il intègre le centre de formation. En 2014, Oan quitte le centre de formation de l'AS Saint-Étienne pour celui d'Évian Thonon Gaillard. À la suite du redressement judiciaire et à la rétrogradation du club en CFA, Oan rejoint le MHSC. Après avoir joué en France pour Saint-Étienne, Thonon Évian, Montpellier B et Nantes B, Oan a signé pour le club écossais St Mirren en juillet 2019. Il a fait ses débuts pour le club lors de la Coupe de la Ligue écossaise le 14 juillet 2019. Il a quitté le club à la fin de la saison 2019-20. En octobre 2020, il a signé pour le club suisse SC Kriens. Il a ensuite joué pour Rapperswil-Jona. En juillet 2023, il a signé au club anglais de Reading.